# Philippe Garnier
Pour les articles homonymes, voir Philippe Garnier (écrivain) et Garnier.
Philippe Garnier est un journaliste, écrivain et traducteur né le 21 juin 1949 au Havre.

## Biographie
Philippe Garnier est l'une des plumes du magazine Rock & Folk, qu'il rejoint au début des années 1970. Disquaire au Havre dans sa petite boutique « Crazy Little Thing », il fait la navette avec Londres où il fait ses emplettes pour approvisionner sa boutique. En 1975 il part s'installer définitivement aux États-Unis, tout d'abord à San Francisco, puis à Los Angeles, où il vit toujours.
Il écrit chaque mois dans Rock & Folk des articles sur la scène punk américaine, racontant ses pérégrinations de ch  asseur de vinyles, produit même les Real Kids et Roky Erickson sur son label Sponge Records, puis par la suite écrit de longs articles sur Dashiell Hammett, David Goodis, Phil Spector, le cinéma, participe au magazine télévisé Cinéma, cinémas sur Antenne 2 en réalisant des interviews d'acteurs, techniciens, scénaristes d'Hollywood (Robert Mitchum, Sterling Hayden…).
En tant que traducteur, il fait découvrir en France Charles Bukowski, avec la publication de Le Postier et de Journal d'un vieux dégueulasse aux Humanoïdes Associés, dans la collection Speed 17. Il fera découvrir également John Fante au public français. Il traduit beaucoup pour Christian Bourgois et se met lui aussi à l'écriture.
Il publie une longue enquête sur David Goodis (La Vie en noir et blanc), ainsi que Maquis, un recueil d'entretiens, rencontres, enquêtes sur Moritz Thomsen, Rick Bass et Larry Brown, entre autres. Honni soit qui Malibu est un recueil sur des scénaristes à Hollywood dans les années 1930 et 1940. Il a également publié un petit ouvrage sur le cinéaste André de Toth (Bon pied bon œil - Deux rencontres avec André de Toth, le dernier borgne d'Hollywood).
En 2001, il publie un livre mi-fiction mi-recueil de ses articles mythiques de Rock & Folk, sous le titre Les Coins coupés. En 2006, c'est Caractères - Moindres lumières à Hollywood, saga sur les acteurs de second plan du cinéma américain. Il participe également au journal Libération depuis les années 1980, en tant que critique de cinéma.
En 2009 paraît Freelance - Grover Lewis à Rolling Stone : une vie dans les marges du journalisme, une biographie du journaliste américain « alternatif » Grover Lewis, précurseur du journalisme gonzo, spécialiste du reportage en immersion, en particulier pour le magazine Rolling Stone. Grover Lewis fut l'ami et le mentor de Garnier qui lui rend hommage ainsi qu'à une forme de journalisme qu'on ne pratique plus guère.
Fin 2011, il publie une compilation de ses articles sous le titre L’Oreille d’un sourd. L’ouvrage réunit une série de portraits et de reportages, des articles devenus « culte » et si éloignés du journalisme convenu et « robotisé » qui a cours aujourd'hui.
En juin 2024, il publie un livre, 9 mois (éditions de l'Olivier), qui retrace les derniers jours de la vie de son épouse de vingt ans, atteinte d'un cancer, la journaliste et écrivaine américaine Elizabeth Stromme. 

### Polémique concernant Dorothy Arzner
En février 2017, il suscite une polémique à propos du texte de présentation qu'il a rédigé pour la rétrospective consacrée à Dorothy Arzner à la Cinémathèque française. Selon lui, « ses derniers films sont les moins convaincants », et il récuse le fait d'analyser l'œuvre de la cinéaste au prisme des études de genre et du militantisme féministe, tout en estimant que, comme son élève le plus célèbre à UCLA, Francis Ford Coppola, « [Arzner] n'avait pas sa pareille pour induire l'empathie pour ses personnages, quoi qu'ils vaillent. »
En réponse, le blog Le genre et l'écran publie un texte intitulé « Cinémathèque: Dorothy Arzner dans l’œil du sexisme »,. De son côté, l'universitaire américain William J. Mann considère que « le féminisme et l'identité lesbienne de Dorothy Arzner sont essentiels dans ce qui constitue sa personne et son travail de réalisatrice. »

## Publications
- David Goodis - La Vie en noir et blanc, Seuil, 1984
- Maquis - Aperçu d'un autre paysage américain, Payot, 1993
- Bon pied bon œil - Deux rencontres avec André de Toth, le dernier borgne d'Hollywood, Institut Lumière/Actes Sud, 1993
- Honni soit qui Malibu - Quelques écrivains à Hollywood, Grasset, 1996
- Les Coins coupés - Sous le rock : une allégorie, Grasset, 2001
- Caractères - Moindres lumières à Hollywood, Grasset, 2006
- Soft Machines, éditions Filigranes, sur une série de photographies de Richard Dumas, 2008
- Freelance - Grover Lewis à Rolling Stone : une vie dans les marges du journalisme, Grasset, 2009
- La Main du saigneur, livre[11] sur le film La Nuit du chasseur de Charles Laughton (1955)
- L'Oreille d'un sourd - 30 ans de journalisme : L'Amérique dans le rétroviseur[4], Grasset, 2011
- Retour vers David Goodis, La Table Ronde, 2016
- Sterling Hayden, l'irrégulier, Paris, La Rabbia, 2019, 320 p. (ISBN 978-2-9552873-5-4)
- Génériques, la vraie histoire des films, The Joker Films, 2022 :
  - Volume 1 (1940-1949)
  - Volume 2 (1950-1959)
  - Volume 3 (1962-1977)

### Postface
- John Fante, Bandini (Wait Until Spring, Bandini, 1938 ; traduction française de 1985), postface écrite en août 1983[12], trois mois après la mort de l'auteur.